# Cyklobarbital
Cyklobarbital (łac. Cyclobarbitalum) – organiczny związek chemiczny, lek nasenny z grupy barbituranów, pochodna kwasu barbiturowego. Wprowadzony do lecznictwa w 1924 roku przez koncern farmaceutyczny Bayer pod nazwą handlową Phanodormium.
Cyklobarbital podany doustnie w dawce 0,1–0,4 g wywołuje w ciągu 15 minut sen (pozbawiony marzeń sennych) trwający ok. 5–7 godzin. Obecnie cyklobarbital jest w większości krajów wycofany z lecznictwa.
Dawniej w Polsce dostępne były preparaty:
- Cyclobarbitalum calcium: tabletki 200 mg oraz substancja do receptury aptecznej
- Reladorm: preparat złożony, produkowany od 1976 roku[4] przez Tarchomińskie Zakłady Farmaceutyczne Polfa: tabletki zawierały 10 mg diazepamu i 100 mg soli wapniowej cyklobarbitalu. Reladorm (Реладорм) był dostępny w Rosji do 2019 r.[5]